# Хлеб — имя существительное
«Хлеб — имя существительное» — советский цветной восьмисерийный телевизионный художественный фильм Григория Никулина о жизни большого приволжского села от начала века XX века до середины 1930-х годов по мотивам романов и повестей Михаила Алексеева «Хлеб — имя существительное», «Вишнёвый омут», «Карюха», «Драчуны».

## Сюжет

### 1-я серия «Род. 1900—1906 гг.»
Начало XX века. В приволжском селе Савкин 3атон живёт семья Харламовых, живут они трудно, но самостоятельно. Средний Харламов, Николай, присмотрел себе невесту — Фросю Рыжову, по прозвищу Вишенка. Но Фрося не хочет замуж за Николая, потому что любит красавца Ивана Полетаева.

### 2-я серия «Бытие. 1916—1917 гг.»
Прошло десять лет после свадьбы Николая и Фроси. Февральской ночью 1917 года в село тайком возвращаются младший из братьев Харламовых — Павел — и Иван Полетаев, оба они дезертировали с фронта 1-й мировой войны. Спасая сына, Михаил Аверьянович Харламов вынужден прятать в своём доме и Ивана, возлюбленного Фроси. 3абытое, казалось, чувство вспыхивает с новой силой.

### 3-я серия «Кумачевые флаги. 1917—1922 гг.»
Революция и Советская власть постепенно разрушают нормальную жизнь народа. Сложные отношения между братьями Харламовыми особенно обостряются после раздела имущества их отца.

### 4-я серия «Раскол. 1921—1927 гг.»
Сопротивляясь Советской власти, народ борется за выживание. Обоз с хлебом, который продотряд отнял у народа, захватывают мужики из банды бывшего урядника Пивкина. Крестьянская община расколота. В это тяжёлое время идёт строительство собственного дома для Николая Харламова и Фроси.

### 5-я серия «На переломе. 1927—1929 гг.»
Начало коллективизации. Всё больше обостряются отношения между семьёй Харламовых и Иваном Полетаевым. Николай, так и не простивший жене давнюю её измену, время от времени нещадно избивает её.

### 6-я серия «Земля. 1929—1930 гг.»
Рассказ о бедах народа при Советской власти: о грабительской коллективизации и раскулачивании, о голодоморе, об уничтожении крестьянства, об истреблении народов России.

### 7-я серия «Лихолетье. 1930—1932 гг.»
Николай Харламов оставляет семью и уезжает в дальнее село Екатериновку, где жить полегче и где y него другая женщина, но не оставляет заботу о жене и детях. Иногда наведывается он в Савкин 3атон, чтобы подбросить им и старику отцу мешок-другой муки. В один из приездов, видя, что младший сын Миша совсем ослаб от голода, Николай Харламов решает забрать его с собой.

### 8-я серия «Исповедь. 1933 г.»
Голод. Ограбленный народ вымирает. Николай Харламов совершает преступление и на суде заявляет «Серп и молот — смерть и голод». Коммунист Шабатин в ужасе от ситуации, но бессилен спасти людей при советской диктатуре; глядя на портрет Сталина, он кончает жизнь самоубийством.

## В ролях
- Сергей Никоненко — Николай Харламов
- Андрей Дударенко — Пётр Харламов
- Нина Русланова — Фрося-Вишенка
- Наталья Сайко — Улька
- Алексей Булдаков — Орланин
- Кирилл Лавров — Коммунист Шабатин
- Пётр Шелохонов — Кузнец Акимыч
- Юрий Вотяков — Иван Полетаев
- Николай Михеев
- Леонид Митник — Павел Харламов
- Владимир Богданов
- Алексей Зайцев
- Михаил Алексеев — Автор-рассказчик
- Николай Крюков
- Николай Волошин
- Лилия Гурова
- Ольга Самошина
- Владлен Бирюков
- Виктор Михайлов — эпизод
- Григорий Никулин
- Николай Муравьёв
- Сергей Полежаев
- Владимир Аукштыкальнис
- Александр Баширов
- Евгений Виноградов
- Владимир Кадочников
- Александр Краснов
- Виктор Цепаев
- Герман Апитин — кулак
- Ируте Венгалите
- Александр Власов
- Владимир Кусков
- Валерий Ерофеев
- Валерий Порошин
- Анатолий Худолеев
- Галина Гудова — Катька вторая
- Наталья Лапина — эпизод
- Михаил Брылкин — эпизод
- Наталья Мерц
- Александр Башуров
- Беляков Анатолий Николаевич

## Съёмочная группа
- Сценаристы: Михаил Алексеев, Григорий Никулин, Юрий Тюрин
- Режиссёр: Григорий Никулин
- Оператор: Сергей Астахов
- Художники: Павел Пархоменко, Владимир Банных
- Композитор: Виктор Лебедев
- Художники по костюмам: Наталья Замахина, Юлия Соболевская

## Производство
Киносъемки производились в Саратове и в деревнях Саратовской области в 1986—1988 годах. В съёмках фильма принимали участие сельские жители поволжских деревень и актёры многих театров страны, в том числе Саратова, Куйбышева, Перми, Одессы, Киева, Новосибирска, Алма-Аты, Москвы и Ленинграда.